# Estación de Empalme Escobedo
Empalme Escobedo fue una estación de trenes que se encuentra en Empalme Escobedo, Guanajuato.

## Historia
La estación perteneció a la antigua Compañía del Ferrocarril Nacional de México. Su construcción en 1904 se realizó en terrenos que formaron parte de la Hacienda de Guadalupe, mismos que fueron adquiridos por la empresa ferroviaria el 9 de junio de 1903. Entre 1901 y 1903, al convertir la vía angosta a vía ancha, también se modificó la ruta original México-Toluca-Acámbaro y Empalme González (hoy Escobedo) llevando la línea por Cuautitlán, Apasco y Querétaro hasta este punto.
En 1915, la estación quedó en manos de los villistas durante la Revolución Mexicana.